# (73706) 1991 VC9
(73706) 1991 VC9 – planetoida z pasa głównego asteroid okrążająca Słońce w ciągu 3,79 lat w średniej odległości 2,43 j.a. Odkryta 4 listopada 1991 roku.